# Apamea calidipes
Apamea calidipes là một loài bướm đêm trong họ Noctuidae.